# Diana och hennes följeslagare
Diana och hennes följeslagare är en oljemålning av Johannes Vermeer från tidigt eller mitten av 1650-talet.

## Beskrivning av målningen
Målningen avbildar den grekiska och romerska gudinnan Diana ("Artemis" i den grekiska mytologin) med fyra följeslagare. Hon är klädd i en löst sittande gul klänning med en slags gördel av hjortskinn över överdelen av klänningen och har på huvudet ett diadem med en utsmyckning i form av en månskära. En nymf tvättar hennes vänstra fot. En annan nymf sitter med delvis blottad rygg till vänster bakom Diana, en nymf sitter bredvid henne med foten i en pose som påminner om den hellenistiska skulpturen Pojken med törnet. Slutligen står en fjärde nymf, som kan identifieras som Callisto, till höger bakom Diana. Med undantag för den kvinna vars ansikte är helt bortvänt från betraktaren, är alla ansikten i mer eller mindre skugga. Framför Diana sitter en liten hund som tittar på en tistel framför sig. Ingen av kvinnorna ser på varandra, var och en tycks vara upptagna i sina egna tankar, ett förhållande som bidrar till den stillsamma och solenna stämning som råder i målningen. Målningen har en högtidlig ton som är ovanlig i målningar som avbildar gudinnan Diana. I målningen finns månskärediademet som mest tydliga attribut för Diana. Den skildrar inte direkt någon av de dramatiska episoderna i myterna kring Diana.
Motivet med Diana och hennes nymfer har använts av många konstnärer, före och efter Vermeer. Den fottvättande nymfens pose påminner också starkt om pose av en nymf i den första version av Diana och hennes följeslagare som Jacob van Loo i Amsterdam gjorde 1648. Vid hovet i Haag var också Dianamotivet populärt vid denna tid. Målningar hade beställts av välkända holländska artister som Gerrit van Honthorst, Jacob van Campen samt Christiaen Van Couwenbergh från Delft. För Vermeer blev dock denna målningen den enda kända han har gjort med ett mytologiskt motiv.
Åren 1999-2000 genomgick tavlan en rengöring och då upptäcktes det att ett fält med blå himmel i det övre högra hörnet hade lagts till under 1800-talet. Duken hade också beskurits, speciellt på höger sida, där ungefär 15 centimeter tagits bort.

## Proveniens
Målningens historia före mitten av 1800-talet är inte känd. Den brittiske ingenjören och företagaren Neville Davison Goldsmid i Haag (1814-75) ägde målningen 1866-75, varefter hans änka Eliza Garey sålde den på auktion i Paris i maj 1876 till den nederländska kungliga konstsamlingen i Mauritshuis i Haag. Den omattribuerades i detta sammanhang 1885 från Nicolaes Maes till Johannes Vermeer.

## Motivet med Diana och hennes nymfer

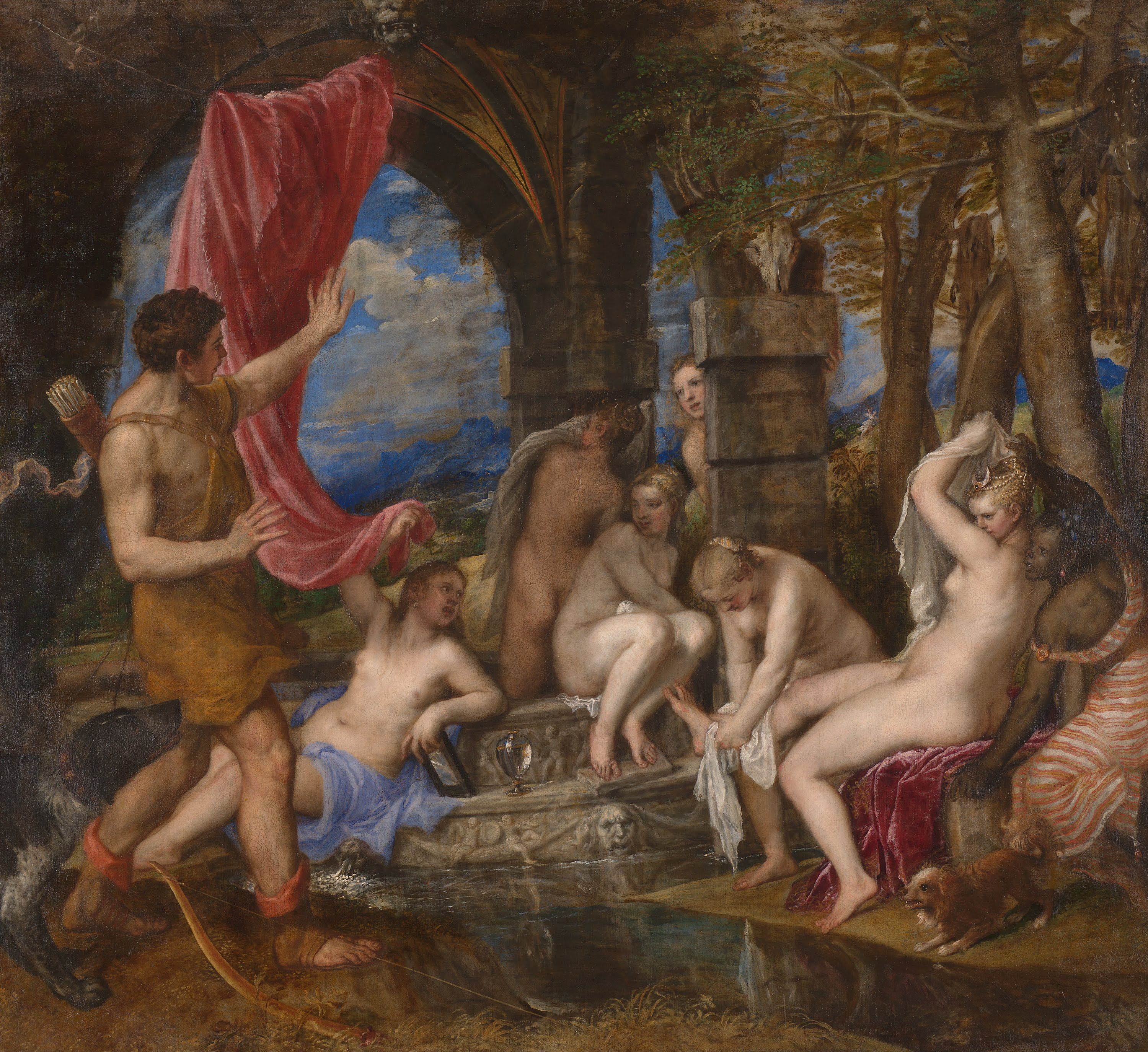
Tizians Diana och Aktaion 1556-59
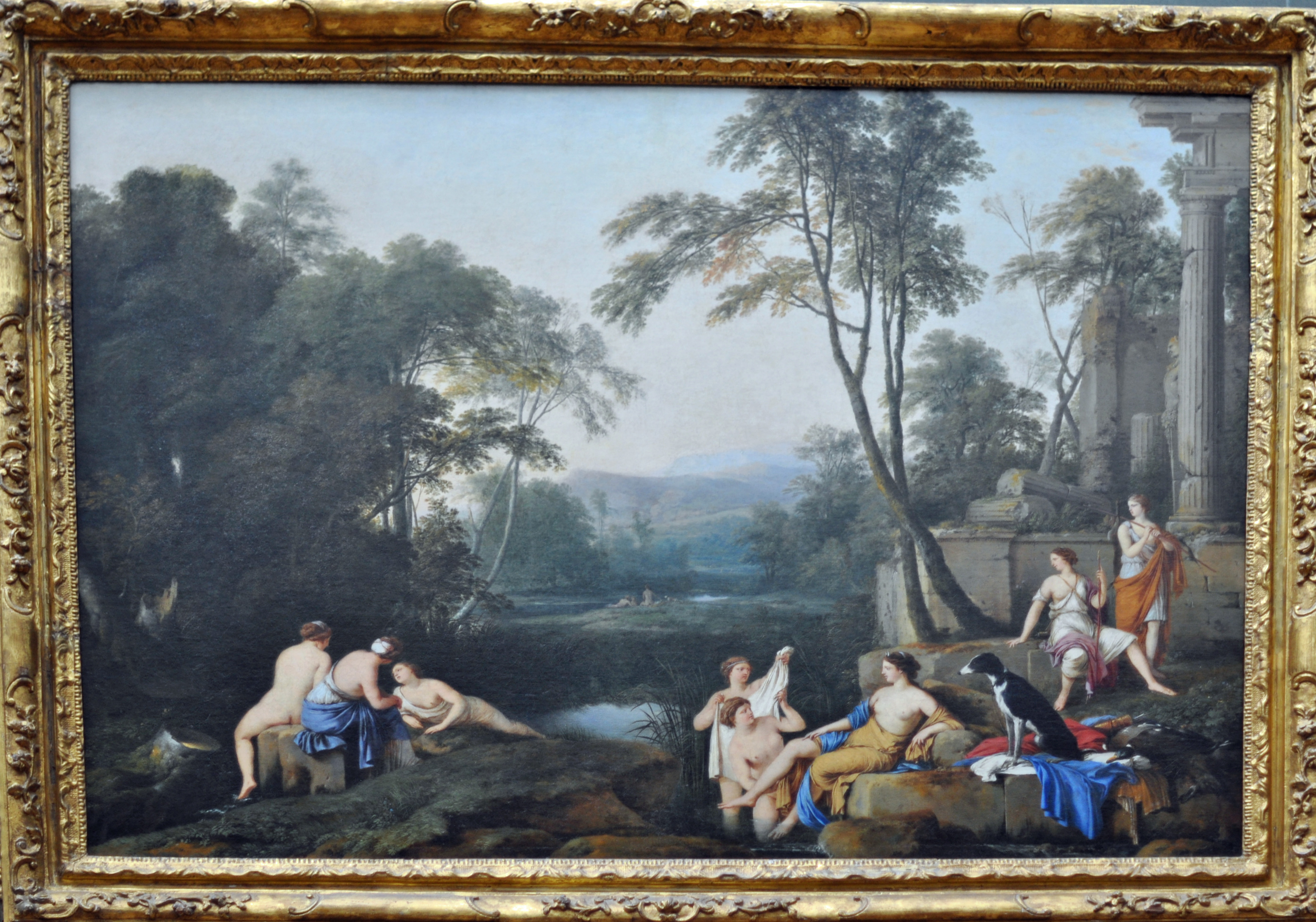
Laurent de la Hyres Diana och hennes nymfer i ett landskap 1648
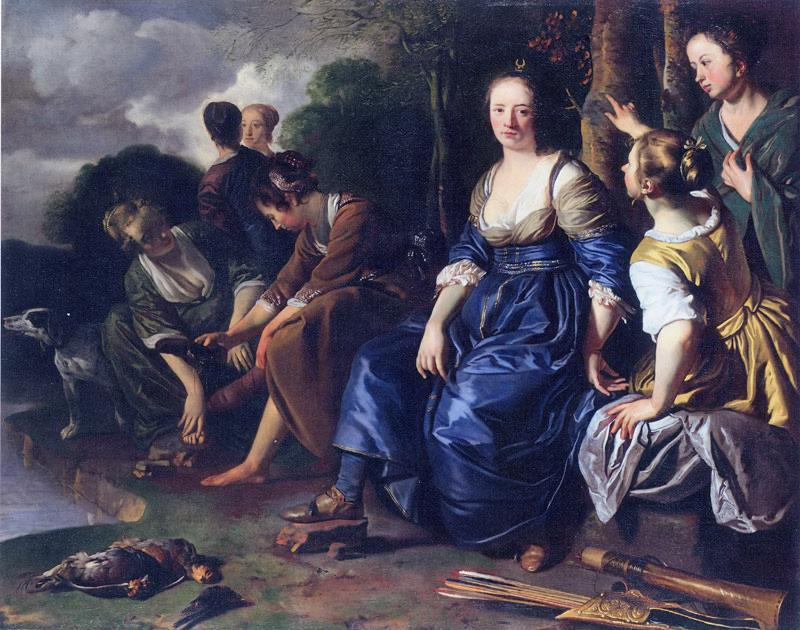
Jacob van Loos Diana och hennes nymfer 1648
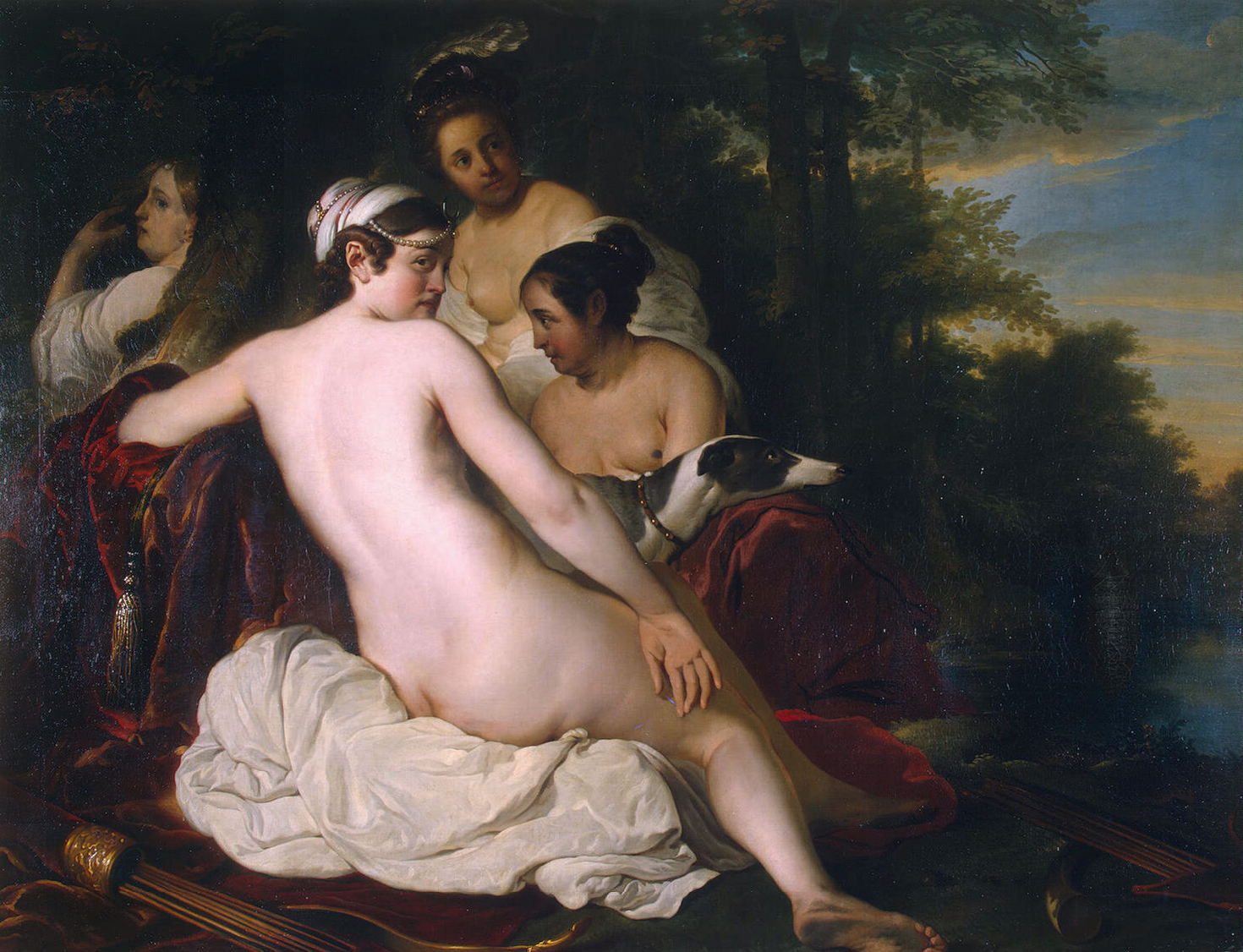
Jacob Backers Diana och hennes nymfer vilar 1649
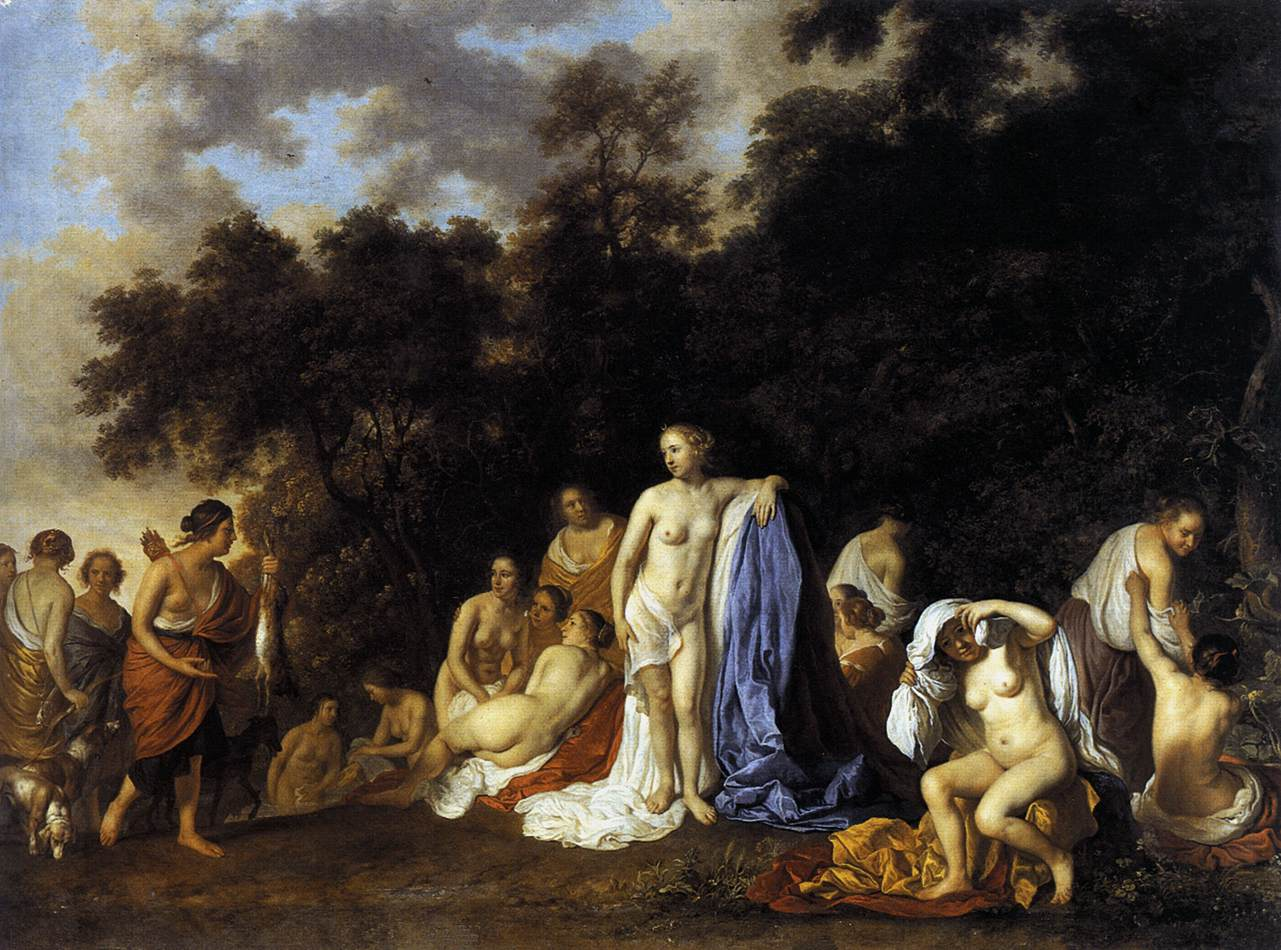
Jacob van Loos Diana och hennes nymfer 1650-54
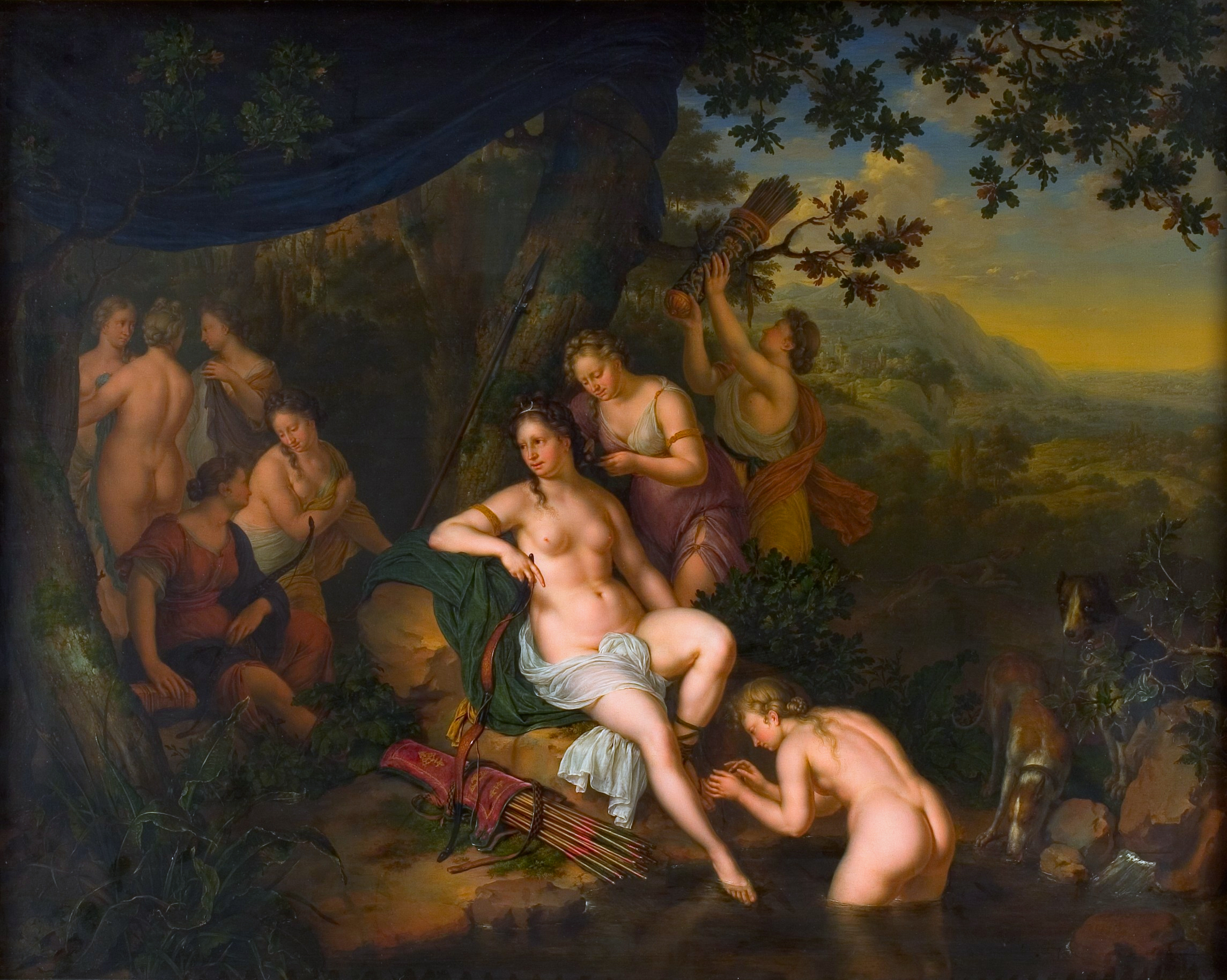
Willem van Mieris Diana och hennes nymfer 1702
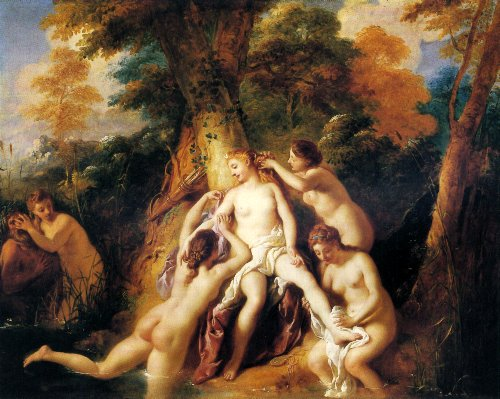
Jean-François de Troys Diana och hennes nymfer badar 1722-24
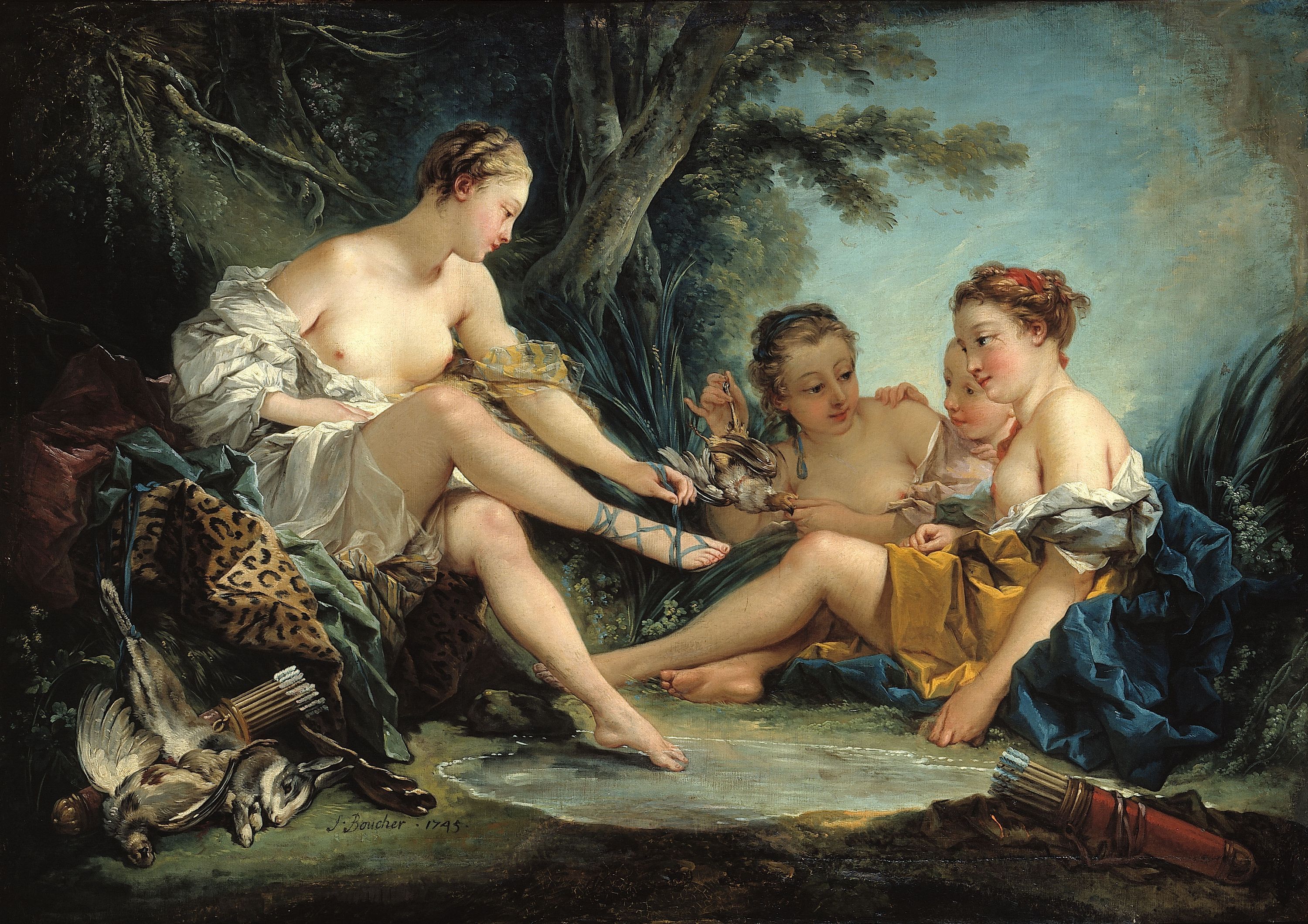
François Bouchers Diana återvänder från en jakttur 1745